# Allanaspides
Allanaspides Swain, Wilson, Hickman & Ong, 1970  é um género pertencente à família Anaspididae que integra o grupo de crustáceos primitivos conhecidos por "crustáceos anaspídeos tasmanianos", considerados fósseis vivos. As espécies que integram o género, endémicas na Tasmânia, são pequenos crustáceos, semelhantes a camarões. Todas as espécies são consideradas como vulneráveis e incluídas no Lista Vermelha da IUCN.
O género agrega as seguintes espécies:
- Allanaspides hickmani Swain, Wilson & Ong, 1970;
- Allanaspides helonomus Swain, Wilson, Hickman & Ong, 1970.